# Cincinnati Challenger 1994
Il Cincinnati Challenger 1994 è stato un torneo di tennis facente parte della categoria ATP Challenger Series nell'ambito dell'ATP Challenger Series 1994. Il torneo si è giocato a Cincinnati negli Stati Uniti dal 1 al 6 agosto 1994 su campi in cemento.

## Vincitori

### Singolare
Vince Spadea ha battuto in finale  Jim Grabb con il punteggio di 6–7, 7–6, 7–5

### Doppio
Grant Doyle /  Paul Kilderry hanno battuto in finale  Brian Gyetko /  Kevin Ullyett con il punteggio di 6–3, 6–4